# Ferdinand Brunetière
Ferdinand Vincent-de-Paul Marie Brunetière, nascut a Toló (França) el 9 de juliol de 1849 i mort a París el 9 de desembre de 1906, va ser un escriptor, historiador de la literatura i crític literari francès. És conegut per la seva doble vessant d'analista conservador de la literatura i del primer qui va aplicar una analogia del mètode evolucionista de Darwin a la història dels gèneres literaris.

## Vida i obra
Fill d'un inspector general de la marina francesa, Brunetière es va allunyar de molt jove de la seva regió natal de la Provença per traslladar-se a Fontenay-le-Comte. Suspèn a l'École normale superieure els anys 1869 i 1870 i passa a escoles privades. A partir de 1875 col·labora a la publicació La Revue des Deux Mondes, on es converteix en redactor de 1877 a 1893, i esdevé el seu director el 1893. Entre el seu cercle d'amistats compta amb l'escriptor Paul Bourget. Conferenciant en cap a l'École Normale Supérieure el 1886, és condecorat el 1887 amb la Legió d'Honor, i tot seguit esdevé professor a la Sorbona.
Brunetière fou elegit membre de l'Acadèmia Francesa el 8 de juny de 1893 com a successor de John Lemoinne en el seient 28. És rebut per Paul-Gabriel d'Haussonville el 15 de febrer de 1894. El 1897 dona conferències als Estats Units, i es converteix al catolicisme el 1900, adduint que la ciència és incapaç de proveir una base moral que només pot aportar la religió.
Brunetière és considerat un perllongador de l'herència clàssica i racionalista del segle xvii, el qual el portà a enfrontar-se a les escoles literàries de la seva època en més d'una ocasió. Escrigué articles contra l'autor Gustave Flaubert en l'ocasió sobretot pels seus Tres Contes, contra Émile Zola (en l'obra Le Roman naturaliste) i protestà el 1892 contra el projecte de construir un monument a Charles Baudelaire. Fou essencialment hostil a la ideologia científica dominant de la seva època, el qual li valgué durant una temporada l'amistat d'un anarquista com Octave Mirbeau.
La seva oposició durant l'afer Dreyfus fou la d'antidreyfusard si bé no era un antisemita, i acusà als intel·lectuals dreyfusards d'intervenir en un àmbit que no era de la seva competència. La seva amiga Flore Singer, dreyfusarde, va provar de fer que canviés de posició intel·lectual.
Brunetière més endavant defensà una teoria anti-classicista sobre l'evolució dels gèneres literaris basada en les teories evolucionisme de Charles Darwin.